# Bulharsko na Letních olympijských hrách 1976
Bulharsko na Letních olympijských hrách 1976 v kanadském Montrealu reprezentovalo 158 sportovců, z toho 105 mužů a 53 žen. Nejmladší účastnicí byla Naďa Šatarova (16 let a 17 dní), nejstarším účastníkem pak Denčo Denev (39 let a 331 dní). Reprezentanti vybojovali 22 medailí, z toho 6 zlatých, 9 stříbrných a 7 bronzových.

## Medailisté
| Medaile | Jméno | Sport     | Disciplína                   |
| ------- | --- | --------- | ---------------------------- |
| Zlato   | Ivanka Christovová | Atletika  | Ženy vrh koulí               |
| Zlato   | Jordan Mitkov | Vzpírání  | střední váha                 |
| Zlato   | Norair Nurikjan | Vzpírání  | bantamová váha               |
| Zlato   | Chasan Isajev | Zápas     | Muži volný styl do 48 kg     |
| Zlato   | Světla Ocetovová Zdravka Jordanovová | Veslování | dvojskif                     |
| Zlato   | Sijka Kelbečevová Stojanka Kurbatovová | Veslování | dvojka bez kormidelnice      |
| Stříbro | Maria Vergovová | Atletika  | Ženy hod diskem              |
| Stříbro | Nikolina Šterevová | Atletika  | Ženy běh na 800 m            |
| Stříbro | Kamen Goranov | Zápas     | Muži řecko-římský do 100 kg  |
| Stříbro | Aleksandar Tomov | Zápas     | Muži řecko-římský nad 100 kg |
| Stříbro | Stojan Nikolov | Zápas     | řecko-římský – do 90 kg      |
| Stříbro | Georgi Todorov | Vzpírání  | pérová váha                  |
| Stříbro | Trendafil Stojčev | Vzpírání  | lehkotěžká váha              |
| Stříbro | Krasťu Semerdžiev | Vzpírání  | těžká váha                   |
| Stříbro | Reni Jordanovová Liliana Vasevová Marijka Modevová Ginka Gjurovová Kapka Georgievová | Veslování | čtyřka s kormidelnicí        |
| Bronz   | Jordanka Blagoevová | Atletika  | Ženy skok vysoký             |
| Bronz   | Vladimir Kolev | Box       | váha velterová – 63,5 kg     |
| Bronz   | Atanas Šopov | Vzpírání  | polotěžká váha               |
| Bronz   | Dimo Kostov | Zápas     | Muži volný styl do 100 kg    |
| Bronz   | Ivan Kolev | Zápas     | Muži řecko-římský do 82 kg   |
| Bronz   | Stefan Angelov | Zápas     | Muži řecko-římský do 48 kg   |
| Bronz   | Nadka Golčevová Penka Metodijevová Petkana Makavejevová Snezhana Michajlovová Krassimira Gužurovová Krassimira Bogdanovová Todorka Jordanovová Diana Dilovová Margarita Štarkelovová Maria Stojanovová Girgi Skerlatovová Penka Stojanovová | Basketbal | Turnaj žen                   |